# Górnik Łęczna
Górnik Łęczna je polský fotbalový klub z města Łęczna. Domácím stadionem tohoto fotbalového klubu byl Stadion Górnika Łęczna, v červenci 2016 tým přesídlil do nedalekého Lublinu, aby mohl využívat Arenu Lublin.
Po sezoně 2013/14 postoupil ze druhého místa I ligy do Ekstraklasy.

## Historie
Známí hráči
- Miroslav Božok
- Grzegorz Bronowicki
- Sylwester Czereszewski
- Dariusz Jarecki
- Remigiusz Jezierski
- Przemysław Kaźmierczak
- Cezary Kucharski
- Patrik Mráz
- Prejuce Nakoulma
- Mariusz Pawelec
- Tomáš Pešír
- Ronald Šiklić
- Tomasz Sokołowski
- Łukasz Tupalski
- Przemysław Tytoń
- Jakub Wierzchowski
- Tomasz Zahorski